# Per (Felsen)
Der Per (norwegisch für Peter) ist ein Felsvorsprung im ostantarktischen Königin-Maud-Land. In den Arktitscheski-Institut-Felsen ragt er zwischen 1,3 km nördlich des Pål und dem Oskeladden am nordwestlich Ausläufer des Wohlthatmassivs auf.
Entdeckt und erstmals aus der Luft fotografiert wurde der Felsen bei der Deutschen Antarktischen Expedition 1938/39 unter der Leitung des Polarforschers Alfred Ritscher. Norwegische Kartographen, die ihn auch benannten, kartierten ihn anhand von Luftaufnahmen und Vermessungen der Dritten Norwegischen Antarktisexpedition (1956–1960). Namensgeber ist Per, ein Bruder der fiktiven Gestalt Oskeladden in vielen norwegischen Sagen und Märchen.